# Dahret
Dahret ist eine Insel in der Region Semienawi Kayih Bahri in Eritrea. Sie gehört zum Dahlak-Archipel und ist etwa 74,4 Kilometer vom eritreischen Festland entfernt.
Die Insel ist etwa 2,1 Kilometer lang und 350 Meter breit.